# 山佐時計計器
山佐時計計器株式会社（やまさとけいけいき）は、東京都世田谷区にある歩数計の製造開発などを行うメーカー。「万歩計」の登録商標を有する。
1942年に加藤二郎が東京都豊島区に山佐航空計器製作所を創業し、航空計器部品を製造する。1984年に登録商標「万歩計」を取得する。万歩計を始めとする健康・スポーツ管理機器やペット用品を主要製品として扱う。